# Balvanera
Balvanera és un barri de la Ciutat Autònoma de Buenos Aires a l'oest del centre polític i financer. El nom del barri va ser pres de la parròquia homònima, i va ser assignat per l'ordenança municipal Nº 26.607 (4 de maig de 1972).

## Geografia
El barri de Balvanera està comprès per l'Avinguda Independència, Avinguda Entre Ríos, Avinguda Callao, Avinguda Córdoba, Gallo, Avinguda Díaz Vélez, Sánchez de Bustamante, prolongació virtual de Sánchez de Bustamante (pont per als vianants), Sánchez de Bustamante, Sánchez de Loria.
Limita amb els barris de Recoleta al nord, Sant Nicolás i Monserrat a l'est, Sant Cristóbal al sud, i Almagro a l'oest.
Té una superfície d'uns 4,34 km² i una població segons el cens de 2001 de 137.521 habitants. La seva densitat de població és de 31.686,8 habitants/km².

## Origen del nom i altres denominacions
El nom oficial, Balvanera, prové de la parròquia de nostra Senyora de Balvanera, construïda en 1831. El nom prové del Monestir de Valvanera de La Rioja (Espanya) on en una escriptura de 1016 ja apareix com "val veneto".
A la zona situada al voltant de la intersecció de les avingudes Corrientes i Pueyrredón se l'anomena Once, nom que prové de l'Estació Once de Setiembre. Sempre s'esmenta aquest nom com a alternatiu de la Plaza Miserere, on està situat el mausoleu del president Bernardino Rivadavia, però en realitat Once prové de l'estació i no de la plaça.
Es denomina de vegades Congreso a la zona est de Balvanera, per estar situat en ella l'edifici del Congreso Nacional.
Finalment, la part nord-oest de Balvanera és coneguda com a Abasto, en record de l'antic mercat de Abasto, que avui és un centre comercial.

## Història

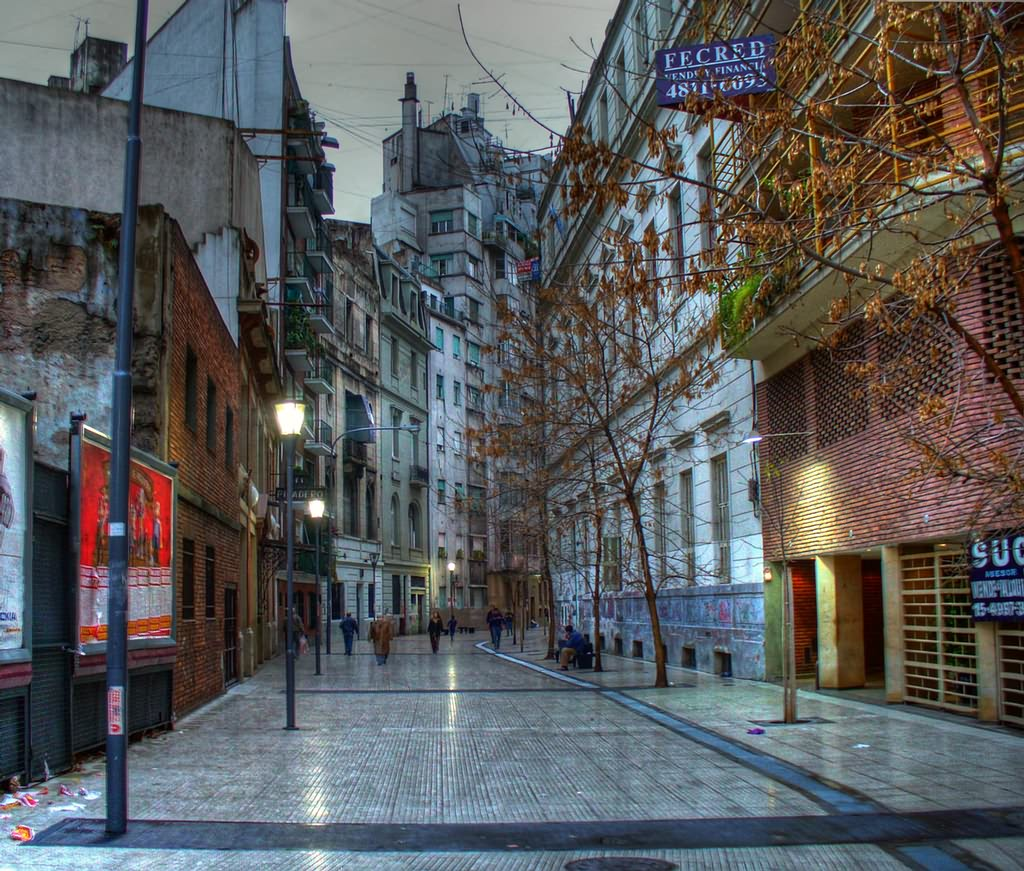
El Passatge Enrique Santos Discépolo, per on va passar el primer ferrocarril del país, ara convertit en passeig per als vianants.

Durant el segle xix, Balvanera era considerada un suburbi de Buenos Aires. Un cens de 1836 estimava la seva població en 3.625 habitants. Gairebé tots vivien en quintes (petites finques), per la qual cosa la zona era coneguda com les quintes. La seva avinguda principal, cap a l'oest, era el Camino Real del Oeste, actualment Rivadavia. A mitjan segle, la parròquia es va convertir en capçalera del ferrocarril de l'oest.
El lloc on es va emplaçar la plaça que dona nom al barri va ser inicialment una quinta, coneguda com a Quinta de Miserere. Cap a 1814 se la va denominar com a Escorxadors de Miserere, anomenant-se Hueco de los corrales el 1817 i Mercado del Oeste per 1850. També va ser coneguda com a Mercado o Plaza 11 de Setpiembre. La denominació Plaza Miserere data de 1947.
En aquesta plaça es van trobar les forces que van reconquistar la ciutat envaïda pels anglesos el 1806, i durant la Segona invasió anglesa, el 1807, les tropes de Liniers van ser vençudes en aquest lloc. El Mercat 11 de Septiembre va funcionar fins a 1882, data on l'intendent Torcuato de Alvear va iniciar la delimitació de la plaça. El 1913 va sofrir una remodelació important quan es va construir l'estació de metro que es troba sota.
Balvanera tenia una forta tradició política que identificava al barri (l'actual secció electoral 9) amb el cabdill Adolfo Alsina, i després amb els cabdills de la Unió Cívica Radical (UCR), Leandro Alem i Hipólito Yrigoyen.
Cap a 1900 s'associava a Balvanera amb les violentes protestes electorals, i amb els bordells de Junín i Lavalle, zona en la qual segons Jorge Luis Borges, el tango va adquirir els seus matisos eròtics més notoris. El creixement natural i el desenvolupament del ferrocarril van aconseguir per aquesta època que el barri comencés a ser part de la ciutat.
El primer cens realitzat en Balvanera va ser l'any 1833, i va sortir la quantitat de 3.135 habitants, quan la ciutat de Buenos Aires tenia 62.228 habitants. En el segon cens de l'any 1855, la xifra va ser de 5.936 habitants.

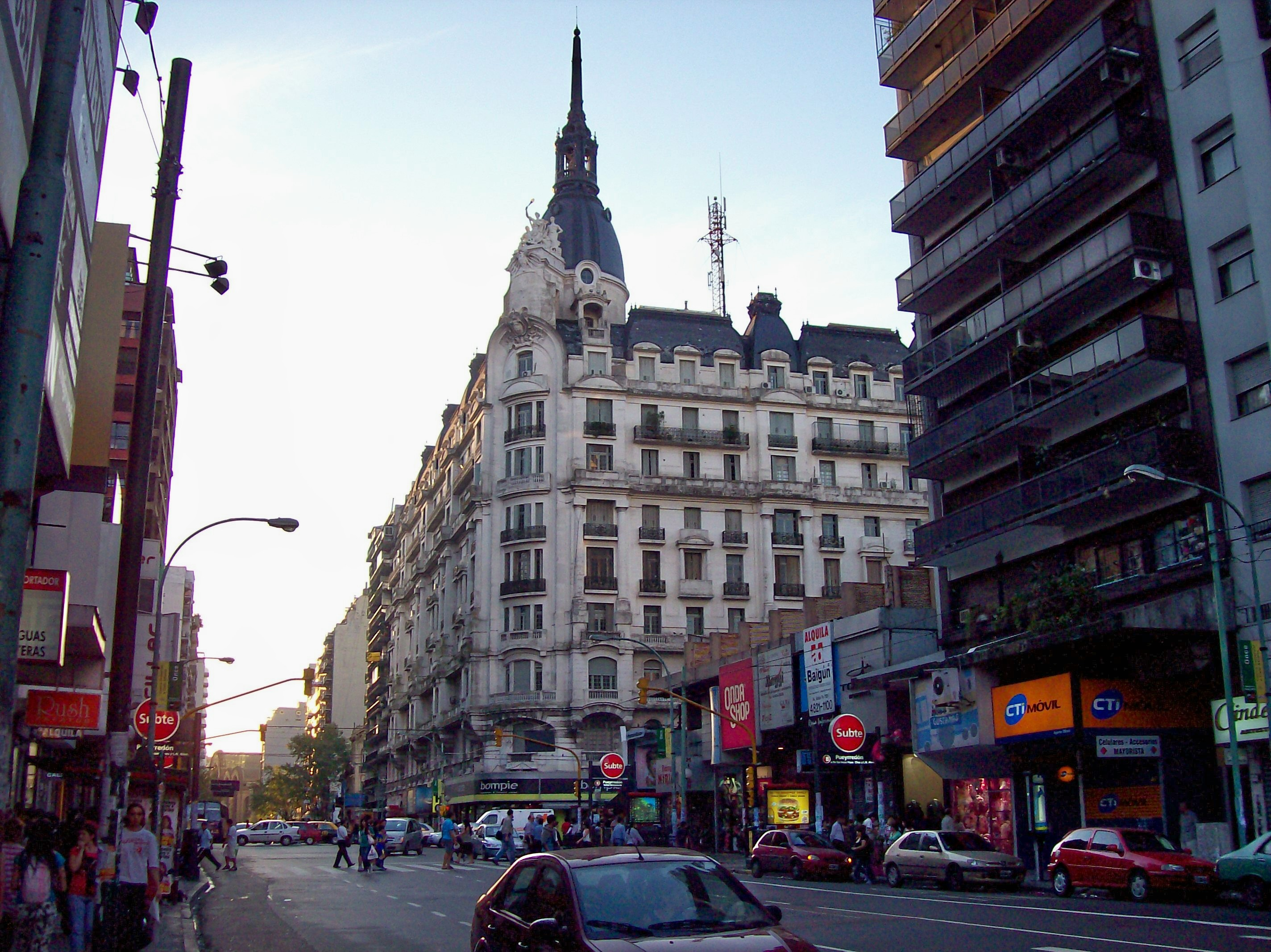
Corrientes i Pueyrredón, cantonada nord-oest

El 20 de desembre de 1882, va ser inaugurada l'Estació Once de Septiembre, al centre del barri, sent una de les tres més importants terminals ferroviàries de la Ciutat de Buenos Aires. Construïda en un estil neorrenacentista, per l'arquitecte holandès John Doyer entre els anys 1895 i 1907.
La dominant presència dels immigrants no va aconseguir que s'apagués la fama de Balvanera com a barri de macos (cuchilleros), de milongues (llocs de ball) i tango. El 1909 a Balvanera hi havia un 25,6% de població italiana, lleugerament superior al 22,7% del total de la població de la Ciutat de Buenos Aires. Contigus a aquest enclavament i molt propers a la Plaça Miserere, es van situar els jueus-russos que van arribar a Buenos Aires. Totes les quintes que en aquesta època envoltaven la zona van ser parcel·lades i quan es van oferir per a la venda aquestes terres primer les properes al mercat 11 de setembre, però després el 1880 a tot el barri.
La inauguració del Mercat del Abasto el 1934 va significar la reafirmació del barri com a zona comercial.
Al final dels anys 1970, el barri es va convertir en una zona afavorida per les botigues d'electrònica d'importació, alhora que mantenia la seva tradició tèxtil; les noves comunitats d'immigrants coreans i xinesos van passar a tenir una presència rellevant en diverses activitats comercials.
A la fi de 1998 va ser inaugurat el Shopping del Abasto, que va modificar l'entorn d'una part del barri, es van tancar molts inquilinats i van ser desallotjades cases ocupades per immigrants de baixos recursos. El nou "shopping" té una superfície de 21.135,3 m², sent un dels més grans de Buenos Aires. El Abasto va ser un èxit instantani i va venir acompanyat amb les construccions de l'hotel Holiday Inn Select Abasto, del complex Torres de Abasto i d'un hipermercat Coto.

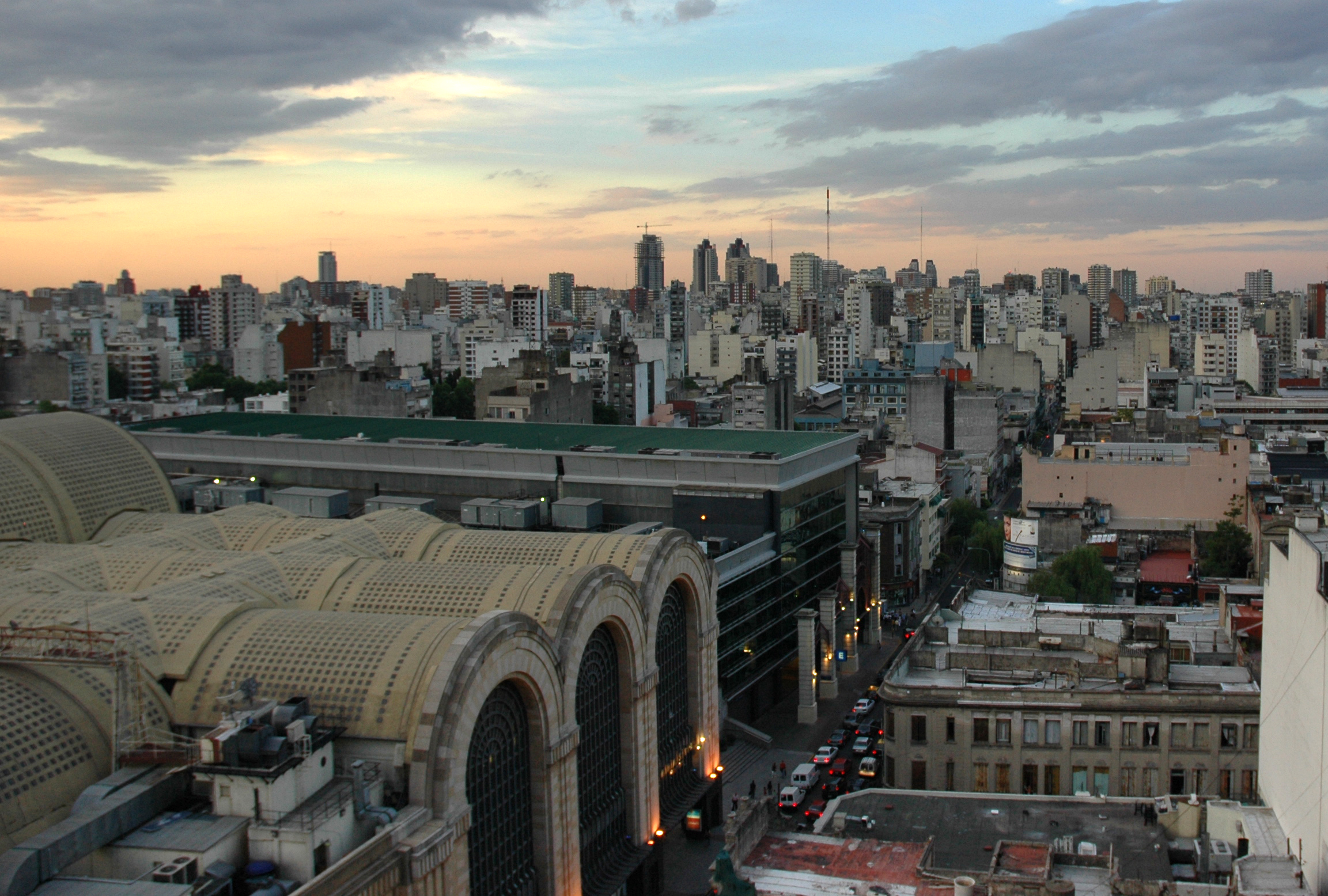
Vista actual del barri des de la zona de l'Abasto.

Al desembre de 2004 va tenir lloc l'incendi del local República Cromañon, en la qual van morir 194 persones durant el recital de Callejeros i al febrer de 2008 l'Incendi de Lavalle 2257, un dels que més es va trigar a controlar en tota la història de la ciutat (30 hores). Al febrer de 2012 va tenir lloc un xoc de trens, deixant un saldo de cinquanta-un morts.
Actualment, estan registrades més de 25 mil botigues a Balvanera, en part perquè les regulacions locals afavoreixen al comerç. Molts edificis de departaments allotgen una o més botigues en la seva planta baixa.

## Espais culturals
Dins del barri, concentrats en l'Avinguda Corrientes es troben diversos teatres i centres culturals, entre ells la Casona del Teatro, localitzada en l'Avinguda Corrientes 1975; Apacheta Sala, situada en el carrer Pasco 623; el Centre Cultural Fray Mocho, emplaçat en General Perón 3644; el popular Centre Cultural Ricardo Rojas pertanyent a la Universitat de Buenos Aires, el Teatre 1/2 Mundo, el Teatre Empire, emplaçat en el carrer Hipólito Yrigoyen.

## Característiques

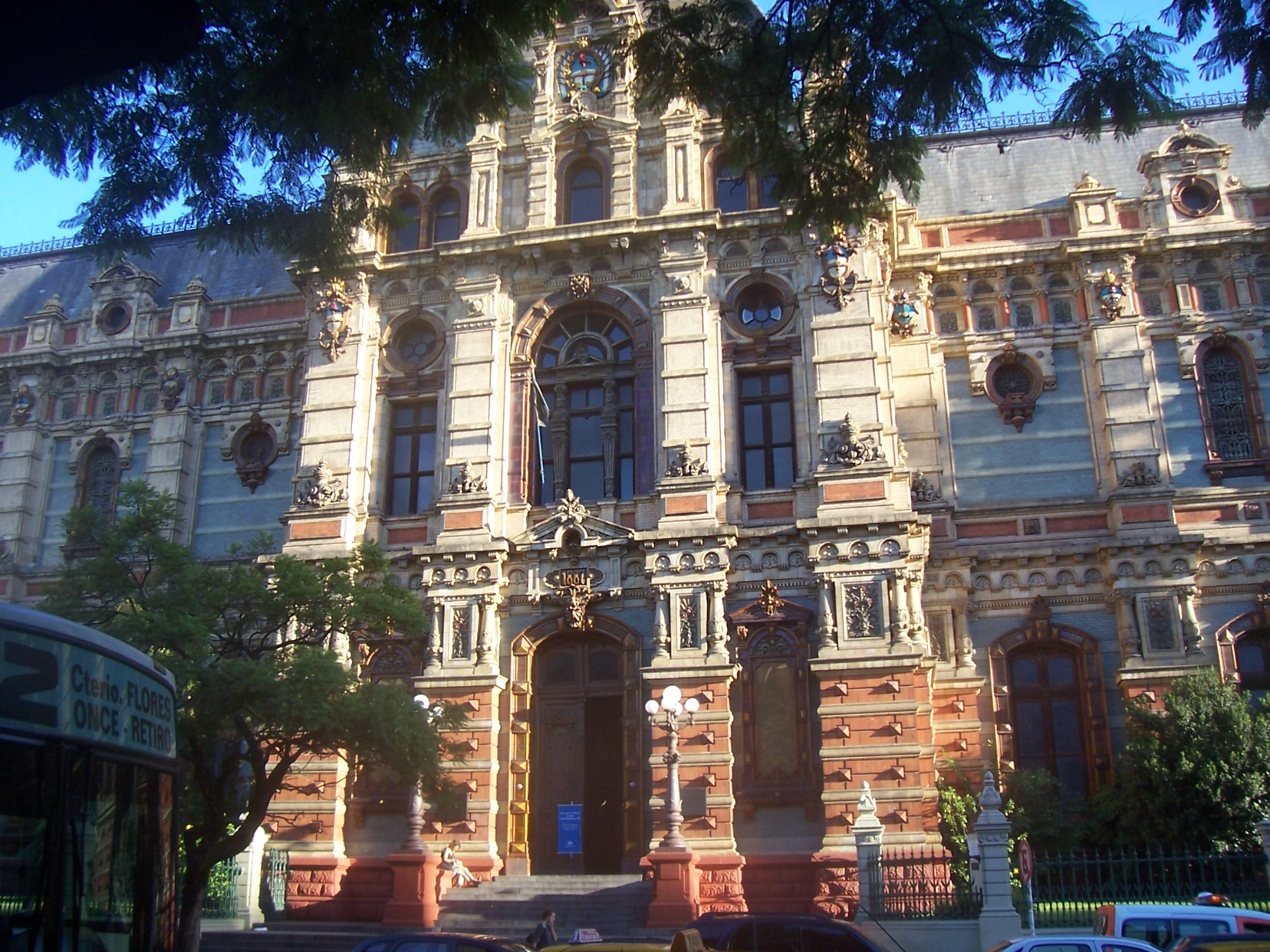
Palacio d'Aguas Corrientes

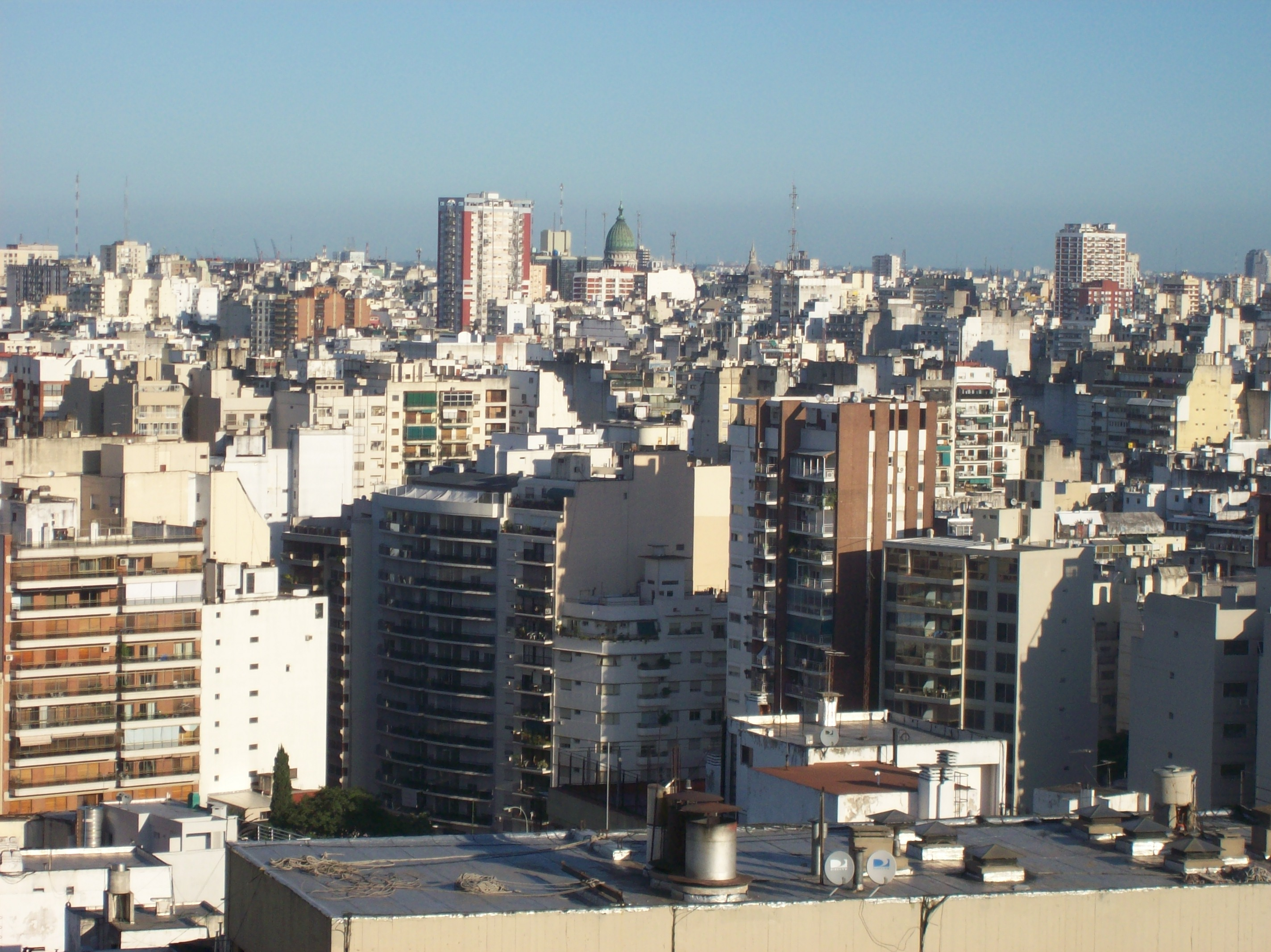
Edificació compacta al barri de Balvanera. Al centre, cúpula del Congrés de la Nació Argentina.

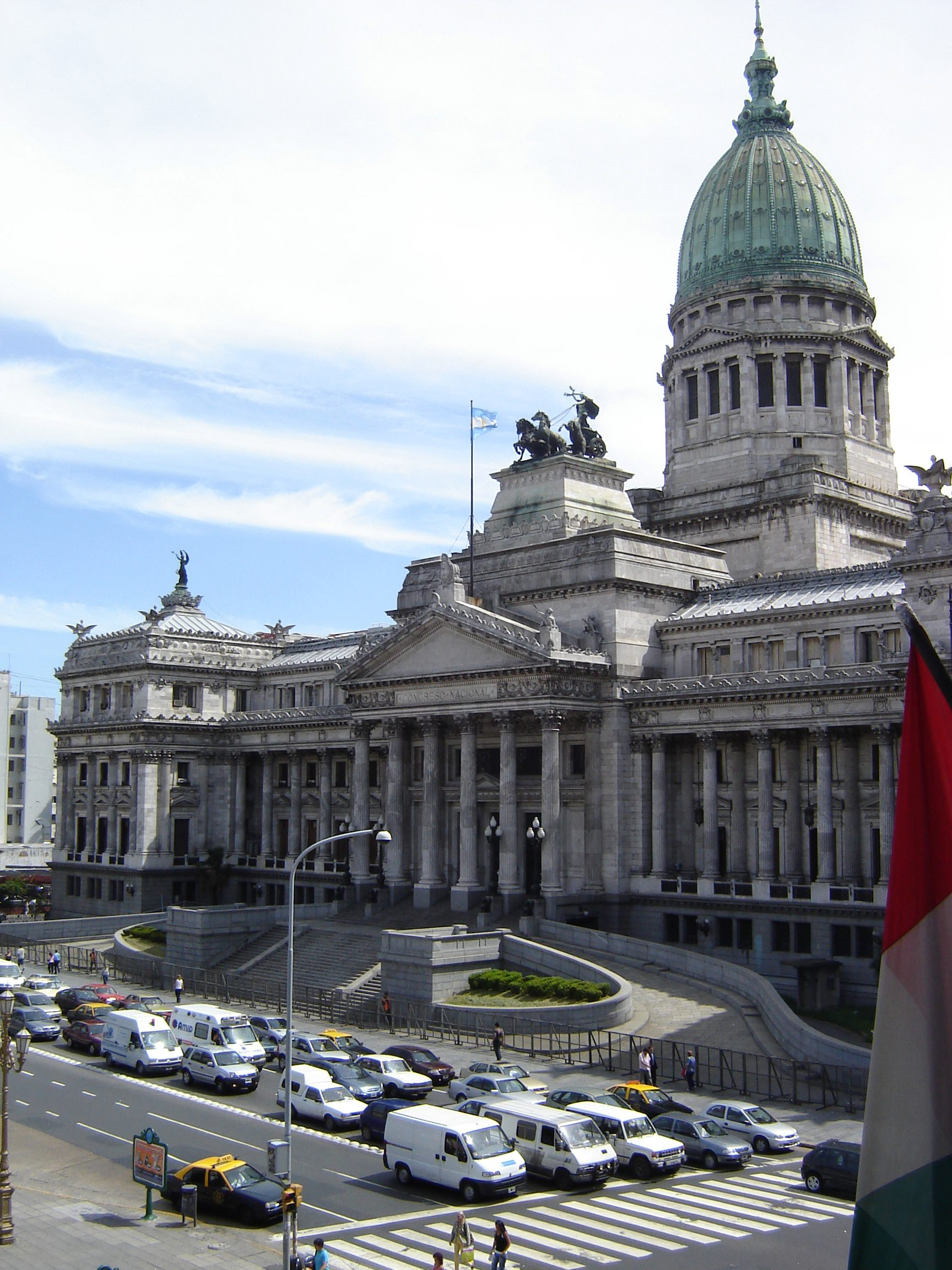
Edifici del Congrés Nacional Argentí

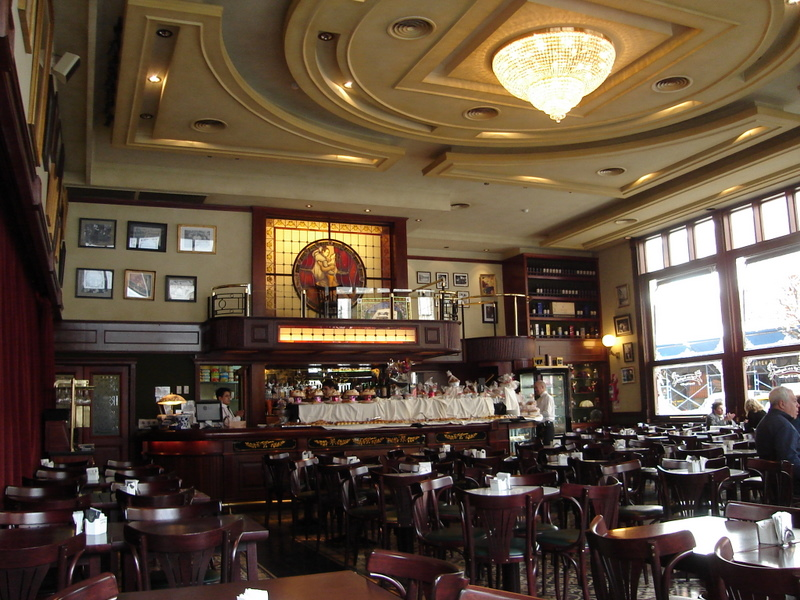
Cafè dels Angelitos

Balvanera està situat a l'oest de l'habitualment reconegut centre de Buenos Aires, format per San Nicolás i Montserrat, i al sud, creuant l'avinguda Còrdoba, de les elegants zones residencials conegudes com l'inexistent Barri Nord, que és en realitat el barri de Recoleta.
La majoria dels veïns de Balvanera viu en apartaments d'edificis construïts en petits solars. La densitat de població és molt alta, i la proporció d'espais verds considerada insuficient. El mausoleu del president Rivadavia, situat a la plaça, sol estar cobert de grafits; una tanca protectora construïda al voltant ha millorat notablement el seu aspecte i estat de conservació.
Un altre espai verd és la Plaza 1° de Mayo, als carrers Pasco i Alsina. Aquest lloc l'ocupava antigament un cementiri protestant, anomenat "de dissidents".
Els carrers principals de Balvanera són Avinguda Rivadavia, que travessa tota la ciutat de Buenos Aires d'est a oest (tots els carrers nord-sud canvien de nom en travessar Rivadavia) i Corrientes, la principal via comercial i d'entreteniment de la ciutat.
A la zona nord de Balvanera està situada la Facultat de Ciències Econòmiques de la Universitat de Buenos Aires, mentre que a la zona sud, sobre el carrer Independència es troba l'edifici principal de la Facultat de Psicologia, de la mateixa Universitat. Moltes universitats privades tenen també les seves instal·lacions a Balvanera. L'Hospital General d'Agudos José María Ramos Mejía està situat en aquest barri.

## Fites arquitectòniques
Entre els centres arquitectònics destacats de Balvanera estan l'edifici del Congrés Nacional, un palau d'estil neoclàssic amb una alta cúpula, inaugurat el 1906, i l'antiga confiteria del Molino, sobre Callao, que ha estat restaurada diverses vegades des de la seva fundació.
La cantonada nord-oest de Corrientes i Pueyrredón, és dominada des de 1908 per un majestuós edifici d'estil academicista, de planta baixa i nou pisos, construït per Jacques Dunant (autor de la Catedral de San Isidro) i Gastón Mallet (que va construir la seu del Centre Naval de Florida i Córdoba). Ocupa gairebé un quart de l'illa i consta de diversos cossos i en els pisos alts hi ha apartaments de 10 i 12 ambients. La planta baixa està ocupada per diversos locals comercials. El seu basament està compost de dos nivells i el seu tractament li atorga una imatge sòlida. L'èmfasi està en la cantonada, rematada amb una cúpula.

## Influència del barri en la cultura popular
Erròniament s'ha dit que l'edifici de Corrientes i Pueyrredón va inspirar a Baldomero Fernández Moreno per escriure el seu poema Setenta balcones i ninguna flor. En realitat, tal com va ser comentat per l'escriptor i periodista Roy Bartolomew, es va basar en un edifici situat en el Passeig de Julio (avui Leandro N. Alem), a l'altura del desaparegut parc d'entreteniments anomenat Jardí Japonès.
El cafè Los Angelitos, en la cantonada de Rivadavia i Rincón, va ser punt de trobada de músics i poetes i ha merescut l'homenatge d'un tango. Exhibia un relleu d'àngels en la seva façana, i era un dels punts d'obligada visita del barri, que es va enfonsar en els anys 1990 però es troba reconstruït. A finals dels anys 1960 el cafè La Perla, enfront de la Plaza Miserere, va ser un dels llocs de naixement del rock argentí. Diu la llegenda que un dels èxits de l'època, La Balsa, va ser compost per Tanguito, en col·laboració amb Litto Nebbia, en el bany de la Perla de Once.
La pel·lícula El abrazo partido, de 2003, desenvolupa la seva trama en una de les moltes galeries de Balvanera on petites botigues comparteixen una sala comuna. La mansana de Pueyrredón, propera a la Plaza Miserere, posseeix una àrea comercial de gran activitat, coneguda com La Recova.
Carlos Gardel, el més popular cantant de tangos, va viure a poques quadres del Mercat de Abasto, d'estil art decó, de cinc pisos i tres subsòls, va ser inaugurat el 1934. Gardel va començar a cantar en fondes d'aquest barri. La casa en la qual va habitar amb la seva mare, una immigrant francesa, es conserva com a monument històric, al carrer Jean Jaurés 735.

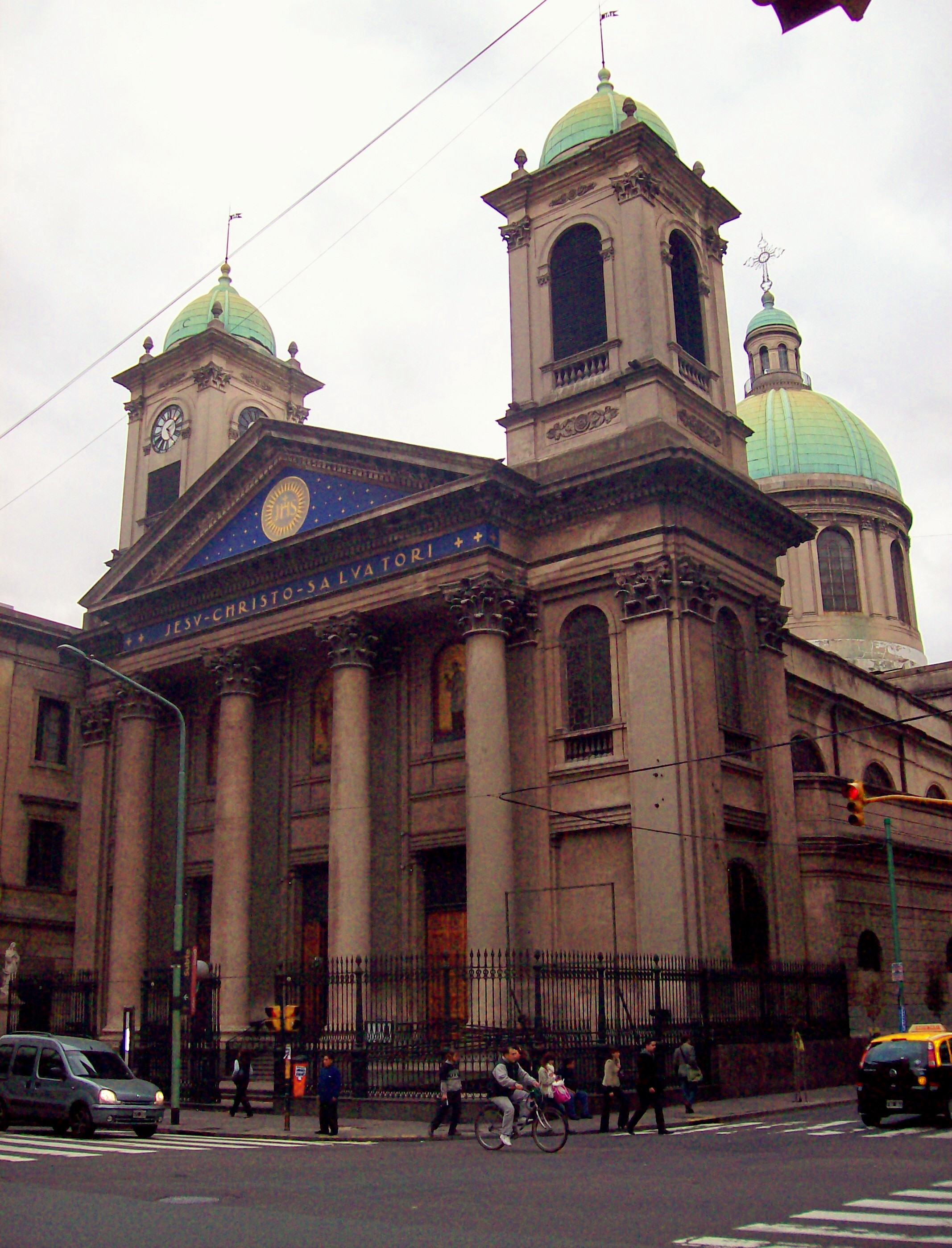
Església del Salvador

A la cantonada sud-est de l'Avinguda Corrientes i el carrer Anchorena s'aixeca l'Abasto Plaza, primer hotel de cinc estrelles temàtic de tango a Amèrica. Construït durant els últims anys del passat segle, té 126 habitacions i el seu decorat està íntimament relacionat amb aquest estil i dansa musical. En les seves suites El dia que me quieras i Mi Buenos Aires querido els hostes poden gaudir de classes de tango així com d'exhibicions "tangueres" en el seu restaurant. Disposa a més d'un tango boutique on es poden trobar dissenys temàtics en indumentària professional, llibres, artesanies i basters en general.
En intersecció de l'Avinguda Callao i el carrer Tucumán, es troba l'Església del Salvador. Va ser iniciada el 1872 pel sacerdot jesuïta José Sató. Aquest treball el va realitzar l'arquitecte Pedro Luzetti. Destaquen dues torres, de l'any 1887 i el rellotge, d'una d'elles, de 1896.